# Mãos Entrelaçadas
Grêmio Recreativo Cultural Academia de Samba Mãos Entrelaçadas é uma escola de samba da Baixada Santista criada em 2015.
Em seu primeiro carnaval, homenageou a Associação com o mesmo nome localizado no bairro do Rádio Clube, em Santos, fundada em 2011.
Precisou desfilar 2 anos  sem subvenção e atingir pontos mínimos para disputar os grupos.

## Histórico

### Mestre-sala e Porta-bandeira
| Período | Casal                    | Ref. |
| ------- | ------------------------ | ---- |
| 2019    | Kinho e Marcela          |      |
| 2020    | Edgar Carobina e Marcela |      |

## Carnavais
| Ano  | Colocação | Grupo      | Enredo | Carnavalesco         | Intérprete                  | Ref         |
| ---- | --------- | ---------- | --- | -------------------- | --------------------------- | ----------- |
| 2015 | Campeã    | Pleiteante | Amigos da natureza, vamos reciclar, o lixo é um tesouro para quem sabe separar! (Composição:Fernando Negrão e Gustavo Santos)                                                   | Luizinho             | Thiaguinho                  | [ 1 ]       |
| 2016 | Campeã    | Pleiteante | Uma Viagem no Tempo: do Primitivo Povoado, ao Monumental Porto e Majestoso Carnaval! (Composição: Fernando Negrão, Gustavo Santos e Toninho 44)                                 | Comissão de Carnaval | Thiaguinho e Pindá          | [ 2 ] [ 3 ] |
| 2017 | Campeã    | Grupo 1    | Sem preconceito e vaidade, tem nossa solidariedade e muito amor no coração |                      |                             |             |
| 2018 | 2o.       | Acesso     | Pirlimpimpim!!! Em Santos o Sítio resolveu morar...Monteiro Lobato em sua obra vamos viajar! (Composição:Fernando Negrão, Gustavo Santos, Tuta do Uirapuru e Edirley Fernandes) | Luizinho             | Thiaguinho                  |             |
| 2019 | Campeã    | Acesso     | Sinfonia Carioca (Composição: Fernando Negrão, Gustavo Santos, Lúcio Nunes, Ademarzinho do Cavaco, Rafa Neves e Toninho 44)                                                     | Fábio Gouveia        | Thiaguinho e Daniel Collête |             |
| 2020 | 4º lugar  | Especial   | Assim caminha a humanidade. Em busca das origens e da verdade | Régis Lopes          | Thiaguinho e Daniel Collête |             |
| 2023 | 9° lugar  | Especial   | Uma Viagem Encantada pelo Brasil |                      |                             |             |

## Prêmios
Premiações obtidas pela agremiação:
Estandarte Santista
- 2015: Melhor Escola do Grupo de Acesso/Pleiteante (Vencedor c/ 69%)[4]
- 2016: Melhor Escola do Grupo de Acesso e Grupo 01 (vencedor com 48%)[5]
- 2017: Melhor Escola do Grupo 01 (54,13%)[6]
- 2018: Melhor Escola do Grupo de Acesso (48,32%)

Estandarte Unisanta
- 2017